# Air Tractor AT-300

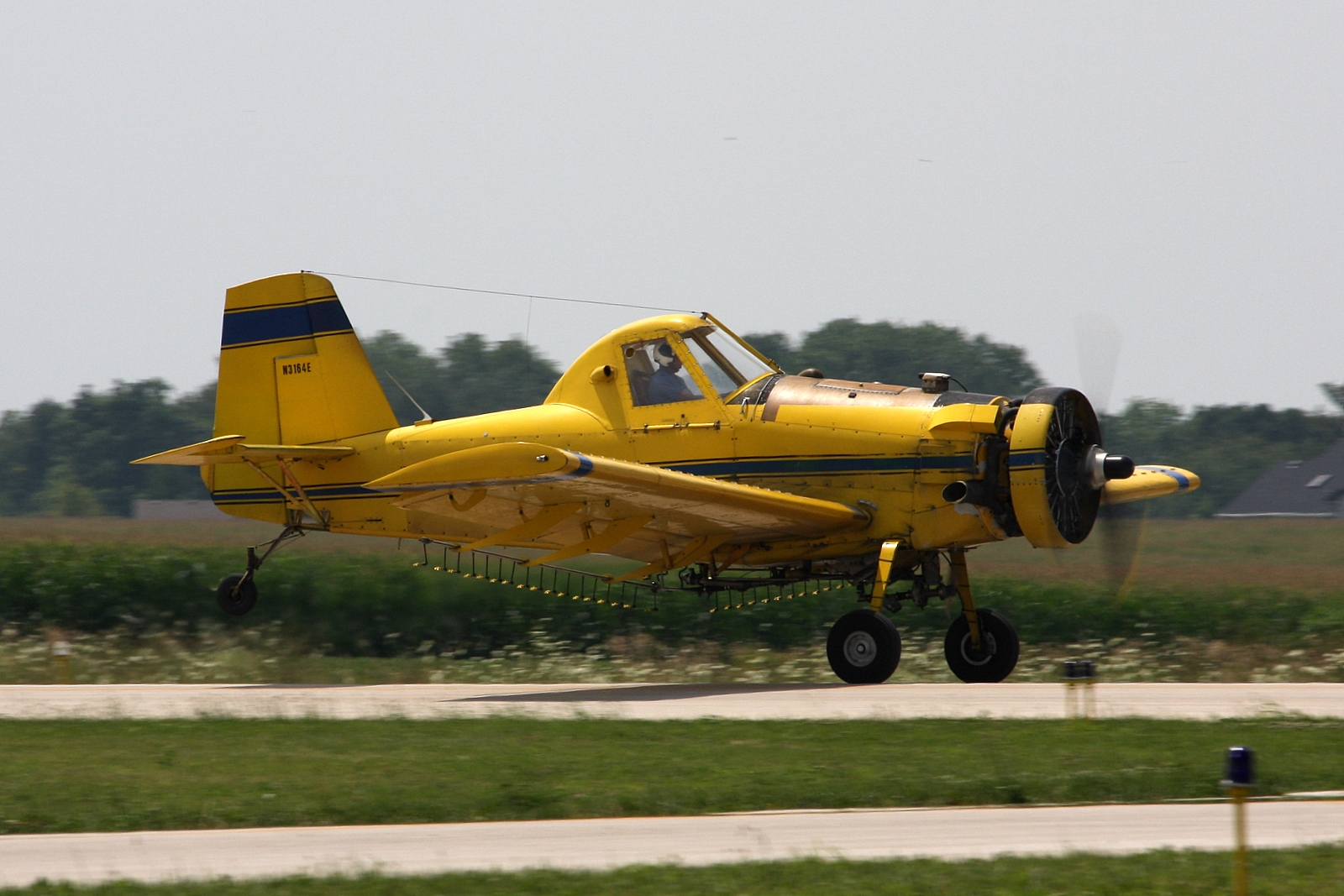
AT-301

Die Air Tractor AT-300 Air Tractor ist ein Agrarflugzeug des US-amerikanischen Herstellers Air Tractor Incorporated aus den 1970er Jahren. Die Ursprünge des von Leland Snow entworfenen Flugzeugs gehen zurück auf die Snow S-2 aus den 1950er Jahren. Die Variante AT-302 gehörte zu den ersten mit einem Turbopropantrieb ausgestatteten Agrarflugzeugen.

## Geschichte
Die AT-300 war das erste Flugzeug, das Leland Snow in seinem, nach dem Weggang von Rockwell Standard im Jahr 1970, neugegründeten Unternehmen Air Tractor konstruierte. Ausgangspunkt war die Aero Commander Ag Commander (ab 1967 North American Rockwell Thrush Commander), die wiederum eine Weiterentwicklung der Snow S-2C aus den 1960er Jahren waren. Die ersten Konstruktionsarbeiten an der AT-300 begannen im Januar 1971, während der Bau des Prototyps im August 1972 in Angriff genommen wurde. Dieses Flugzeug flog zum ersten Mal im September 1973. Im Januar 1978 lagen 175 Bestellungen für das Serienmodell AT-301 vor, das mit einem Pratt & Whitney R-1340 mit einer Leistung von 600 PS ausgerüstet war. Der Prototyp und die ersten Vorserienflugzeuge besaßen noch einen Pratt & Whitney R-985 mit geringerer Leistung. Anfang 1978 wurden pro Monat sechs Flugzeuge ausgeliefert.
Die AT-302 ist eine Weiterentwicklung der AT-301 bei der statt des Sternmotors ein Turboproptriebwerk für den Antrieb eingesetzt wird. Der Bau eines Prototyps begann im November 1976, gefolgt vom ersten Flug im November 1977. Abgesehen vom Antrieb und den notwendigen strukturellen Anpassungen, entspricht diese Version der AT-301.
Insgesamt wurden 560 Flugzeuge der AT-300-Reihe hergestellt, bevor die Produktion auf die AT-400-Serie umgestellt wurde.

## Versionen
AT-300Prototyp und frühe Serienmaschinen mit Sternmotor Pratt & Whitney R-985 und 320 US-gal.-Hopper (1200 l)
AT-301Hauptserienmuster mit Sternmotor Pratt & Whitney R-1340, 320 US-gal.-Hopper
AT-301B: AT-301 mit 350 US-gal.-Hopper (1,320 l)
AT-302Turbopropversion mit Avco Lycoming LTP 101
AT-302A: AT-302 mit 385 US-gal. Hopper (1460 l)

## Technische Daten
| Kenngröße                              | AT-301                                                                     | AT-302                                                 |
| -------------------------------------- | -------------------------------------------------------------------------- | ------------------------------------------------------ |
| Besatzung                              | 1                                                                          | 1                                                      |
| Länge                                  | 8,23 m                                                                     | 8,23 m                                                 |
| Spannweite                             | 13,72 m                                                                    | 13,72 m                                                |
| Höhe                                   | 2,59 m                                                                     | 2,59 m                                                 |
| Flügelfläche                           | 25,08 m²                                                                   | 25,08 m²                                               |
| Flügelstreckung                        | 7,5                                                                        | 7,5                                                    |
| Volumen des Sprühmitteltanks           | 320 US-gal. (1211 l)                                                       | 320 US-gal. (1211 l)                                   |
| Leermasse                              | 1656 kg                                                                    | 1474 kg                                                |
| max. Startmasse                        | 3130 kg                                                                    | 2994 kg                                                |
| Reisegeschwindigkeit                   | 241 km/h                                                                   | 266 km/h                                               |
| Höchstgeschwindigkeit (Horizontalflug) | 266 km/h                                                                   | 274 km/h                                               |
| Überführungsreichweite                 | 563 km                                                                     | 644 km                                                 |
| Triebwerke                             | 1 × Neunzylinder-Sternmotor Pratt & Whitney R-1340 mit 600 PS (ca. 440 kW) | 1 × Avco Lycoming LTP 101-600A mit 600 PS (ca. 440 kW) |